# Littérature nordique

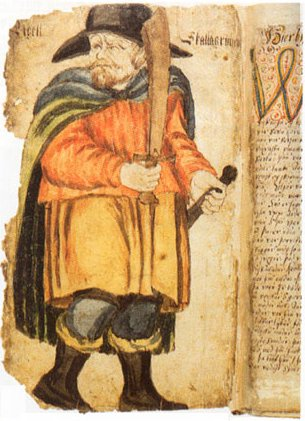
Egill Skallagrímsson dans un manuscrit de la Saga d'Egill

La littérature nordique est la littérature caractéristique des pays nordiques (Danemark, Norvège, Suède, Finlande et Islande). Quand on mentionne uniquement Danemark, Norvège et Suède (voire Islande qui partage une culture commune avec ces trois pays), on parle de littérature scandinave.

## Origines
La littérature scandinave puise son inspiration dans les traditions orales vikings et les inscriptions runiques du VIIe au Xe siècle.
Cependant, on ne peut parler de véritable littérature qu'à partir de la christianisation de la Scandinavie autour de l'An Mil, qui aura pour conséquence la transmission de l'alphabet latin. Ce système d'écriture, bien plus efficace que les runes pour les longs textes, sera adopté par les auteurs scandinaves médiévaux qui conserveront leur langue, le vieux norrois, transcrite en alphabet latin.

## Littérature finlandaise
La littérature diffère des autres littératures nordiques du fait que la Finlande n'est pas de culture scandinave.

## Littérature islandaise
La littérature islandaise puise son inspiration dans la tradition orale viking. Son genre ancien le plus emblématique est la saga, développé dans l'Islande médiévale aux XIIe et XIIIe siècles.

## Littératures en d'autres langues
- Littérature sami, Sami-Literatur (de), liste d'écrivains en langue sami (de)
  - dont Nils-Aslak Valkeapää (1943-2001), Rauni Magga Lukkari (1943-), Collection d'ouvrage Samica
- Littérature carélienne (ca), dont Heikki Ojansuu (ca) (1873-1923), Iivo Härkönen (ca) (1882-1941)
- Rune, pierre runique, liste de pierres runiques, poèmes runiques, runologie, runomancie
- Littérature féroïenne (de), écrivains féroïens, conflit linguistique féroïen (en)